# HD 40307 g
إتش دي 40307 جي وهو كوكب خارج المجموعة الشمسية في نطاق صالح للسكن لنجم إتش دي 40307 ويقع 42 سنة ضوئية عن آلة الرسام، تم اكتشاف هذا الكوكب بطريقة السرعة الشعاعية باستخدام جهاز «هارب» في المرصد الأوروبي الجنوبي، من قبل علماء فضاء بقيادة ميكي تومو، من جامعة هارتفوردشاير البريطانية وأنغلادا إسكود من جامعة غوتنغن، الألمانية. وكتلة الكوكب تعادل تقريبا 7 أضعاف كتلة الأرض كما أنه يدور تقريبا على نفس المسافة التي يبعدها كوكب الأرض عن الشمس، وهذا يعني أنه يتلقى نفس كمية الضوء

## نظريات التكوين
المساعد في الإكتشاف «هوغ جونز»، من جامعة هارتفوردشاير البريطانة، افترض: «المدار الأطول للكوكب الجديد يعني أن مناخه وغلافه الجوي قد يدعم الحياة» 
على أية حال، عالم فضاء آخر «روري بارنز» من جامعة واشنطن درس حركة الكواكب بي، سي، ودي. وافترض بارنز بأن بي يأخذ الكثير من الحرارة ليصبح كوكب أرضي، بدلا من التوقع أنه «كوكب نيبتون صغير»، كما اعتقد بأن بي، سي ودي كلهم هاجروا نحو الداخل، 
و من هنا يجب استقراء أن إي وإف كأبعد ولكن ليس بكثير عنهم، ومن المحتمل أن يكون إتش دي 40307 جي هاجر أيضا إلى حيث هو الآن، لم يحاول مكتشفي هذا الكوكب رفض فكرة «بارنز» في طبيعة بي واستقراءه للكواكب الأخرى، كما أن تكوين جي ليس مستقراً.
صرّح القائد ميكي تومي من جامعة جامعة هارتفوردشاير أيضا، «إذا كان علي أن أخمن، فأود أن أقول 50% ولكن في الحقيقة في هذه اللحظة وببساطة نحن لا نعرف إذا ما كان الكوكب أرضي كبير أو صغير، فـنيبتون دافئ من دون قلب صلب»

## وصلات خارجية
- "Super-Earth Discovered in Star's Habitable Zone". Exoplanets. مؤرشف من الأصل في 2012-11-28.